# Istituto della finanza internazionale
L'Istituto della finanza internazionale (IIF) è l'unica associazione globale delle istituzioni finanziarie. Fu fondata nel 1983 da 38 banche dei maggiori Paesi industrializzati, per reazione alla crisi creditizia internazionale dei primi anni '80. Ad oggi l'IIF fornisce ai suoi membri tre generi di servizi:
- elaborazione di analisi e ricerche riguardanti i mercati emergenti e altri temi centrali della finanza globale;
- sviluppo e promozione di opinioni rappresentative e di proposte costruttive che influenzino il dibattito pubblico su determinate proposte politiche, incluse quelle di agenzie multilaterali, e su vari temi di comune interesse per i partecipanti ai mercati finanziari globali;
- coordinamento di un network utile allo scambio di opinioni fra i membri e ad offrire opportunità per un dialogo efficace fra politici, regolatori e istituzioni finanziarie del settore privato.

Il consiglio di amministrazione dell'istituto, formato da 30 membri, è guidato dal presidente Josef Ackermann, dai vice presidenti Francisco González, Roberto Setúbal e Richard E. Waugh, e dal tesoriere Marcus Wallenberg. Il direttore generale dell'IFF è Charles Dallara, il quale mantiene tale carica dal 1993. L'Istituto ha sede a Washington, e nel novembre 2010 ha aperto a Pechino il proprio ufficio di rappresentanza asiatico.

## Soci
I membri dell'IIF includono molte fra le maggiori banche commerciali e di investimento del mondo, nonché un numero crescente di compagnie di assicurazione e di aziende del risparmio gestito. Gli associati includono gruppi multinazionali, società di intermediazione, agenzie di credito all'esportazione e agenzie multilaterali.
Circa la metà dei membri dell'Istituto sono istituzioni finanziarie con sede in Europa, tuttavia la rappresentanza delle più importanti istituzioni finanziarie dei Paesi dei mercati emergenti è in costante crescita.
Al 2010, secondo il Financial Times, i membri dell'Istituto includono più di 420 fra le maggiori banche e società finanziarie del mondo, con sedi in oltre 70 Paesi.

## Lista dei presidenti del Consiglio di amministrazione
- William S. Odgen (presidente del comitato di formazione e del Consiglio ad interim, 1983)
- Richard D. Hill (1984-1986)
- Barry F. Sullivan (1986-1991)
- Antoine Jeancourt-Galignani (1991-1994)
- William R. Rhodes, presidente pro tempore (aprile-ottobre 1994)
- Toyoo Gyohten (1994-1997)
- Georges Blum (1997-1998)
- Sir John R.H. Bond (1998-2003)
- Josef Ackermann (2003-)